# یواس‌اس سیگورنی (دی‌دی-۸۱)
یواس‌اس سیگورنی (دی‌دی-۸۱) (به انگلیسی: USS Sigourney (DD-81)) یک کشتی بود که طول آن ۳۱۴ فوت ۴ ۱⁄۲ اینچ (۹۵٫۸۲۲ متر) بود. این کشتی در سال ۱۹۱۷ ساخته شد.